# Hubert Wilm
Hubert Wilm (* 17. November 1887 in Kaufbeuren; † 28. April 1953 in München) war ein deutscher Grafiker, Kunsthistoriker, Journalist und Kunstsammler.

## Leben
Hubert Wilm, Sohn eines Kaufmanns und Gastwirts in Kaufbeuren, wuchs nach dem Selbstmord seines Vaters in München auf, wo er zunächst die Luitpold-Kreisrealschule und ab 1904 die Industrieschule besuchte. Von 1905 bis 1909 besuchte er die Kunstgewerbeschule. Dort gehörten Maximilian Dasio und Julius Diez zu seinen Lehrern. Einige seiner Arbeiten erschienen in den Jugendblättern und in der Zeitschrift Jugend. Auch als Exlibris-Künstler war er schon früh erfolgreich. Nach Ende seines Studiums 1908 war er als selbstständiger Gebrauchsgrafiker tätig. Auch fertigte er Ölgemälde in einer an die gotische Malerei angelehnten Technik, daneben auch Elfenbeinminiaturen. Ab 1914 diente er als Soldat im Ersten Weltkrieg in Frankreich. Nach der Rückkehr nach München übernahm er 1917 das Atelier seines gefallenen Freundes Albert Weisgerber in der Theresienstraße. Bekannt wurde er vor allem für seine Exlibris, aber auch für seine Werbegrafiken, wie etwa den Löwen für Löwenbräu. Daneben entstanden auch Aquarelle und Ölgemälde.
Schon seit seiner Studienzeit hatte er mit dem Sammeln begonnen, zunächst Grafik, dann Kunsthandwerk. Er beschäftigte sich immer mehr mit alter Kunst, insbesondere Werken der Bildhauerei, die zu seinem Spezialgebiet wurde. Zu seinen Beratern gehörten Konrad Riggauer, Adolf Feulner und Ernst Heinrich Zimmermann. Nachdem er 1924 eine Doppelvillahälfte in der Leopoldstraße in Schwabing erworben hatte, machte er seine Sammlung der Öffentlichkeit dort zugänglich. 1929 wurde ein erster Katalog publiziert, 1931 wurde die Sammlung im Münchner Kunstverein ausgestellt.
Um auch als Wissenschaftler akzeptiert zu werden, begann er 1924 ein Studium und Kunstgeschichte in Bonn und München und wurde 1928 promoviert. 1930/31 beendete er seine künstlerische Tätigkeit und widmete sich ganz dem Schreiben für Zeitungen und Zeitschriften. Ab 1929 wurde er als Kulturjournalist für die Münchner Neuesten Nachrichten tätig, 1933 verlor er diese Stelle. Er schrieb dann für die Münchner Illustrierte Presse. Ab 1935 arbeitete er wieder für die Münchner Neuesten Nachrichten und wurde Leiter des Kunstteils. 1937 wurde er Mitglied der NSDAP. 1937 und 1938 war er mit sieben Radierungen auf den Großen Deutschen Kunstausstellungen in München vertreten. 1942 wurde er als angeblicher Förderer der „entarteten Kunst“ entlassen. Wegen seiner Parteizugehörigkeit hatte er nach 1945 zunächst Berufsverbot als Journalist, 1949 stellte er vergeblich einen Antrag bei der Universität München, als Privatdozent für mittelalterliche und neuere Plastik lehren zu dürfen. Ab 1950 konnte er wieder als Journalist arbeiten, jetzt für die Bayerische Staatszeitung.
Am 3. Dezember 1952 ließ er im Auktionshaus Lempertz in Köln den Großteil seiner Sammlung versteigern, der von ihm selbst verfasste Katalog umfasst 372 Katalognummern, von antiker Kleinkunst über Plastiken und Bronzearbeiten vom Mittelalter zum Barock, Kunstgewerbe vom 13. bis 18. Jahrhundert sowie Graphik des 16. bis 20. Jahrhunderts. Weitere Stücke aus seinem Nachlass wurden 2019 bei Nagel Auktionen in Stuttgart versteigert, ein weiteres Tafelbild 2020.

## Veröffentlichungen (Auswahl)
- Mittelalterliche Plastik im Germanischen Nationalmuseum zu Nürnberg. Holbein-Verlag. München 1922.
- Die gotische Holzfigur. Ihr Wesen und ihre Technik. Klinkhardt & Biermann, Leipzig 1923 (Digitalisat).
  - Die gotische Holzfigur. Ihr Wesen und ihre Entstehung. 2. Auflage Metzler, Stuttgart 1940; 3. Auflage 1942; 4. Auflage 1944.
- Gotische Charakterköpfe. Bruckmann, München 1925.
- Gotische Tonplastik in Deutschland. Filser, Augsburg 1929 (= Dissertation).
- (Hrsg.): Alte Kunstschätze aus Bayern. Festschrift zum 70-jährigen Jubiläum des Münchner Altertumsvereins. München 1934.
- mit Hans Buchheit, Max Goering: Sammlung Georg Schuster, München. Versteigerungskatalog, Julius Böhler, München 1938 (Digitalisat).
- Madonnen, Engel, Sterne. Erinnerungen eines Kunstsammlers. Krieg, Wien/Bad Bocklet, Zürich 1952.